# Tiffany & Co.

Tiffany & Co. (NYSE: TIF) — ювелірна транснаціональна компанія, заснована в 1837 році Чарльзом Льюїсом Тіффані і Джоном Ф. Янгом. Перший магазин був відкритий на Манхеттені під назвою Tiffany, Young and Ellis, але був перейменований в 1853 році, коли Чарльз Тіффані перейняв керівництво. Відтоді магазини Tiffany & Co. були відкриті в багатьох країнах світу. Фірмовий бірюзовий колір, присутній в корпоративному стилі компанії, є зареєстрованим товарним знаком.
Компанія Tiffany & Co. продає ювелірні вироби, срібло, порцеляна, кришталь, канцелярське приладдя, парфумерію, прикраси, аксесуари, а також деякі вироби зі шкіри. Багато з цих товарів продаються в фірмових бутиках, а також за допомогою поштових переказів і корпоративного мерчандайзингу. Компанія славиться своїми предметами розкоші, особливо відомі її ювелірні вироби з діамантами. Tiffany & Co. позиціонує себе в якості арбітра смаку і стилю.
Центральний і найстаріший магазин знаходиться на Манхеттені, на розі П'ятої авеню і 57-ї вулиці. Тут проходили зйомки фільмів Сніданок у Тіффані (1961) і Sweet Home Alabama (2001).

## Історія

### Бутики
З 1940 року флагманський магазин Тіффані розташовується на розі П'ятої авеню і 57-ї вулиці в Манхеттені, Нью-Йорк, США. Будівля, виконана з полірованого граніту і добре відома завдяки своїм вітринам, послужило місцем головних дій фільмів Сніданок у Тіффані і Стильна штучка. Колишня будівля компанії, розташована за адресою 37-ма Вулиця, входить до Національного реєстру історичних місць США.
Магазин, розташований в Ферфакс Сквер в торговому центрі Tysons Corner, Вірджинія (США), був відкритий в 1990 році і став найбільшим магазином, розташованим за межами Нью-Йорка. Торгова площа його дорівнювала 14 500 квадратних футів (1350 квадратних метрів).
У Великій Британії магазини Тіффані розташовані за адресами: Термінал 5, Лондонський аеропорт Хітроу (відкритий в кінці березня 2008 року); в торговому центрі Westfield London в районі Shepherd's Bush; на перетині Садів Берлінгтона і Нової Бонд-стріт. Фірмовий магазин Tiffany & Co в Ірландії був відкритий в торговому центрі Brown Thomas на Графтон-стріт в Дубліні в жовтні 2008 року і є найбільшим з європейських відділень компанії. Так само в жовтні 2008 року Tiffany & Co відкрили магазин в Мадриді, Іспанія.
В Австралії фірмовий магазин Tiffany & Co розташований на Коллінз-стріт в Мельбурні. Інші відділення можна знайти в торговому центрі Chadstone (Мельбурн), в Сіднеї (на вулиці Castlereagh Street, в передмісті Вестфілд в Bondi Junction, DFS Galleria на Джордж-стріт), в QueensPlaza (Брисбен), King Street (Перт).
8 березня 2001 року Tiffany & Co відкрили перший латиноамериканський магазин в Сан-Паулу, Бразилія, який знаходиться в Торговому центрі «Iguatemi». Другий магазин в тому ж місті був відкритий 20 жовтня 2003 недалеко від знаменитої вулиці Оскара Фрейре.
У 2004 році Tiffany & Co створили «Iridesse» — торгову мережу, присвячену продажу ювелірних виробів з перлів. Компанія відкрила 16 магазинів: у Флориді, Нью-Джерсі, Нью-Йорку, Пенсільванії, Каліфорнії, Іллінойсі, Массачусетсі і Вірджинії. Однак дана витівка не увінчалася успіхом — мережа магазинів працювала в збиток і компанія оголосила про її закриття через економічний «клімат» того часу, незважаючи на віру в її концепцію.
Tiffany & Co оголосили про відкриття другого магазину в Pavilion Kuala Lumpur (Куала-Лумпур, Малайзія) у вересні 2007 року, щоб співпасти з відкриттям торгового центру. Торгова площа цього магазину складає 1700 квадратних футів (160 квадратних метрів) і містить ті ж елементи декору, як Нью-Йоркський фірмовий магазин. В цьому ж році відкриваються нові відділення в США: Natick Collection в Натік, Массачусетс, і в казино Mohegan Sun Erika's, Коннектикут, і в торговому центрі Providence Place в Провіденсі, Род-Айленд.
У листопаді 2005 року компанія заявляє про відкриття нового магазину в Макао, автономної території в складі Китайської Народної Республіки. Площа нової торгової точки склала 2100 квадратних футів.
У 2006 році Tiffany & Co відкриває магазин у Відні (Австрія) площею в 2400 квадратних футів (223 квадратні метри) на вулиці Кольмаркт. У цьому ж році відкривається нова торгова точка площею в 4700 квадратних футів в Ванкувері, Британська Колумбія. Новий магазин розташований між вулицями Бурард і Алберні.
Станом на 31 січня 2007 року Tiffany & Co оперує 64 магазинами в межах США загальною площею близько 486 000 квадратних футів, а також 103 міжнародними магазинами, площею близько 306 000 квадратних футів [49]. 28 лютого 2007 року в Сеулі (Республіка Корея) відкривається новий магазин в торговому центрі Shinsegae за адресою 52-5 Chungmooro 1-ga, Jung-gu. Його площа складає 1100 квадратних футів [54].
У березні 2008 року компанія відкриває бутик у Ченду (Китайська Народна Республіка) в торговому центрі Maison Mode. Його площа становить 2200 квадратних футів.
У січні 2010 року Tiffany & Co відкрила свій перший магазин в Боготі (Колумбія) в торговому центрі Hayuelos. У 2011 році відкривається ще один магазин в комплексі Multiplaza в Escazú, Коста-Рика.
Продажі компанії досягають суми в 3,6 млрд  доларів США у 2011 р. У листопаді 2012 року Tiffany & Co працює в 22 країнах по всьому світу. Понад 50 % від цих продажів припадає на США.
У 2012 році Tiffany & Co. відкриває новий магазин в Празі, Чехія. Площа нового бутика становить 2600 квадратних футів (240 квадратних метрів). У 2013 році, 30 квітня, компанія відкрила новий флагманський магазин на Єлисейських полях у Франції. Площа будівлі склала 10000 квадратних футів. Новий бутик став четвертим відділенням Tiffany в Парижі.
Після початку повномасштабного вторгнення Росії в Україну, бренд заявив, що припиняє закупівлі діамантів в Росії. Проте згодом виявилось, що вони продовжують закупівлі через посередників, зокрема ОАЕ.
Через слабкі американські санкції та відсутність санкцій в ЄС щодо цього сектора експортування, російська компанія "Алроса", яка частково належить державі, продовжує отримувати прибуток від продажу дорогоцінного каміння. Є припущення, що компанія спрямовує частину прибутку на фінансування російської армії.
В Україні бутик знаходиться у Києві в торговому центрі «Мандарин Плаза» на вулиці Басейній.